# Silvia Guerra
Silvia Guerra (Maldonado, 25 de junio de 1961) es una poeta uruguaya.

## Trayectoria
Ha sido Jurado de Concurso en la 33.ª Feria Nacional de Libros y Grabados.
Coordinó y realizó el Primer Festival Hispano Americano de Poesía en Uruguay: "Montevideo, Tráfico de Poesía" en 1993.
Colabora en la revista Guaraguao de Barcelona, España
En 2003 es invitada al prestigioso Festival Internacional de Poesía de Medellín.
En 2005 publica junto a Verónica Zondek "El ojo atravesado, correspondencia entre Gabriela Mistral y los escritores uruguayos"

## Obra

### Obras individuales
- De la arena nace el agua (1987).
- Idea de la aventura (1990).
- Replicantes astrales (1993).
- La Copa de Alabastro(1998).
- La sombra de la azucena (2000).
- Nada de nadie (2001).
- Estampas de un tapiz (2006).

### Obras colectivas
- Premio 12 de octubre (1982).
- Viva la Pepa (1990).
- Tráfico Poético (1991).

## Premios
- 1991-1992. Premio Municipal de Poesía Categoría Inéditos.[1]
- 2016 - Creativity prize. Naji Naaman’s Literary Prizes 2016, otorgado por la Naji Naaman’s Foundation for Gratis Culture, de Líbano.[3]